# نورمن راکول
نورمن پرسیوال راکوِل (به انگلیسی: Norman Perceval Rockwell) (زاده ۳ فوریه ۱۸۹۴ – درگذشته ۸ نوامبر ۱۹۷۸) نقاش و تصویرگر معاصر آمریکایی بود. آثار او اغلب در آمریکا دارای گرایشی مردم‌پسند بودند. او در آمریکا بیشتر به‌خاطر تصویرگری جلد مجله ساتردی ایونینگ پست شناخته می‌شد. نقاشی‌های او بیش از چهار دهه روی جلد این مجله را به خود اختصاص داده بود.

## زندگی و حرفه
راکوِل در ۳ فوریه ۱۸۹۴ در نیویورک زاده شد. والدین او جرویس ورینگ و آن ماری راکول نام داشتند. او در سن ۱۴ سالگی از دبیرستان به یک مدرسه هنری رفت. پس از آن به آکادمی بین‌المللی طراحی و سرانجام انجمن دانشجویان هنر پیوست. نخستین کارهای او برای مجله‌های سنت نیکولاس، انتشارات پیشاهنگان آمریکا (ناشر مجله بویز لایف) و دیگر ناشران ویژه نوجوانان بود.
راکول در سال ۱۹۱۳ در سن نوزده سالگی به سردبیری مجله بویز لایف (Boys' Life) که توسط انتشارات پیشاهنگان آمریکا منتشر می‌شد، رسید و به مدت سه سال در این سمت باقی‌ماند. او همکاری با مجله ساتردی ایونینگ پست را از سال ۱۹۱۶ آغاز کرد. راکول در طول سال‌های فعالیت‌اش برای بیش از ۴۰ کتاب عامه‌پسند مانند تام سایر و هاکلبری فین تصویرگری کرد.
او بیش از ۴۰۰۰ اثر آفرید که از مشهورترین آنها می‌توان به مجموعهٔ ویلی گیلیس (Willie Gillis)، رُزی د ریوتر (Rosie the Riveter)، سی‌ینگ گریس (Saying Grace) و مجموعهٔ آزادی‌های چهارگانه (Four Freedoms) اشاره کرد. بیشتر آثار او یا در آتش‌سوزی از بین رفتند یا در مجموعه‌های ثابت قرار دارند.

## نگارخانه

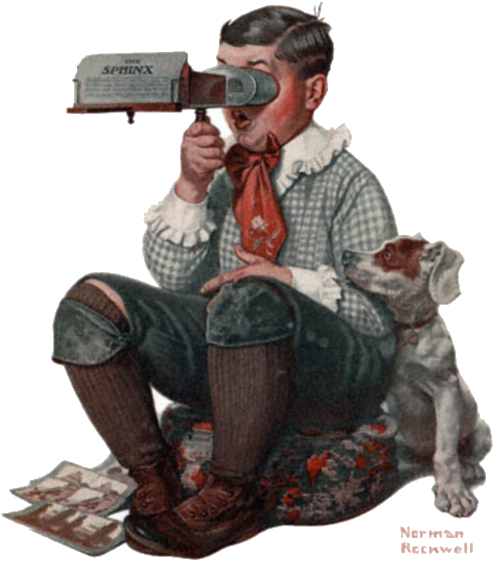